# ماداگاسکار در المپیک تابستانی ۲۰۲۴
کاروان المپیکی ماداگاسکار شامل ۷ ورزشکار توانستند حضور خود را در المپیک ۲۰۲۴ احراز کنند. این ورزشکاران سهمیه رقابت در ۵ رشته ی ورزشی را به‌دست آورده بودند. این مسابقات از ۲۶ ژوئیه تا ۱۱ اوت ۲۰۲۴ (۵ تا ۲۱ مرداد ۱۴۰۳ خورشیدی) به میزبانی پاریس برگزار شد. این حضور، چهاردهمین حضور ماداگاسکاری‌ها در المپیک تابستانی است.
ورزشکاران ماداگاسکاری در این دوره از مسابقات موفق به کسب هیچ مدالی نشدند و در جدول رده بندی حضور نداشتند.

## شرکت‌کنندگان
فهرستی از شمار و رشته‌های ورزشی که ورزشکاران المپیکی ماداگاسکار در آن شرکت کردند به شرح زیر است:
| ورزش         | مرد | زن | کل |
| ------------ | --- | -- | -- |
| دو و میدانی  | ۱   | ۱  | ۲  |
| جودو         | ۰   | ۱  | ۱  |
| شنا          | ۱   | ۱  | ۲  |
| تنیس روی میز | ۱   | ۰  | ۱  |
| وزنه‌برداری   | ۰   | ۱  | ۱  |
| کل           | ۳   | ۴  | ۷  |

## دو و میدانی
ورزشکاران دو و میدانی مالاگاسی در مسابقات زیر (حداکثر ۳ ورزشکار) در رنکینگ جهانی به استانداردهای ورودی پاریس ۲۰۲۴ دست یافتند.
کلید
- Note–رتبه‌هایی که برای رویدادهای پیست داده می‌شود فقط در حد گرمای ورزشکار است
- Q = گزیده شده برای دور بعدی
- q = واجد شرایط برای دور بعدی به عنوان سریعترین بازنده "یا"، در مسابقات میدانی، بر اساس موقعیت بدون دستیابی به هدف مقدماتی
- NR = رکورد ملی
- N/A = دور برای رویداد قابل اجرا نیست
- Bye = لازم نیست ورزشکار در این دور مسابقه شرکت کند(استراحت)

رویدادهای مسیر و جاده
| ریجا واتومانگا گاردینر | ۱۰۰ متر مردان        | ۱۰٫۸۲ PB | ۶ | پیشروی نکرد | پیشروی نکرد | پیشروی نکرد | پیشروی نکرد | پیشروی نکرد | پیشروی نکرد | پیشروی نکرد | پیشروی نکرد |             |             |             |             |
| سیدونی فیادانانتسوآ    | ۱۰۰ متر با مانع زنان | —        | — | ۱۲٫۹۲       | ۵           | ۱۳٫۱۲       | ۶           | پیشروی نکرد | پیشروی نکرد | پیشروی نکرد | پیشروی نکرد | پیشروی نکرد | پیشروی نکرد | پیشروی نکرد | پیشروی نکرد |

## جودو
یک جودوکار ماداگاسکاری توانست حضور خود را در وزن زیر در این دوره از بازی‌ها احراز کند. آینا راسوآنایوو رزافی (میان وزن ۷۰ کیلوگرم زنان) با کسب سهمیه قاره ای بر اساس رده بندی امتیازی المپیک جواز حضور در المپیک ۲۰۲۴ پاریس را کسب کرد.
| ورزشکار                | رویداد           | یک سی و دوم    | یک شانزدهم                    | یک هشتم        | یک چهارم       | نیمه نهایی     | شانس‌مجدد       | نهایی / برنز   | نهایی / برنز |
| ورزشکار                | رویداد           | در برابر نتیجه | در برابر نتیجه                | در برابر نتیجه | در برابر نتیجه | در برابر نتیجه | در برابر نتیجه | در برابر نتیجه | رتبه         |
| ---------------------- | ---------------- | -------------- | ----------------------------- | -------------- | -------------- | -------------- | -------------- | -------------- | ------------ |
| آینا راسوآنایوو رازافی | زنان -۷۰ کیلوگرم | ۰              | ییتس براون (GBR) · باخت ۰۰–۰۱ | پیشروی نکرد    | پیشروی نکرد    | پیشروی نکرد    | پیشروی نکرد    | پیشروی نکرد    | پیشروی نکرد  |

## شنا
ماداگاسکار دو شناگر را برای حصور در مسابقات المپیک ۲۰۲۴ پاریس فرستاد.
| ورزشکار        | رویداد                | مقدماتی | مقدماتی | نیمه‌نهایی   | نیمه‌نهایی   | نهایی       | نهایی       |
| ورزشکار        | رویداد                | زمان    | رتبه    | زمان        | رتبه        | زمان        | رتبه        |
| -------------- | --------------------- | ------- | ------- | ----------- | ----------- | ----------- | ----------- |
| جاناتان راهاول | 100 متر قورباغه مردان | ۱:۰۵٫۲۰ | ۳۳      | پیشروی نکرد | پیشروی نکرد | پیشروی نکرد | پیشروی نکرد |
| آنستا رابژوآنا | 50 متر آزاد زنان      | ۲۷٫۱۲   | ۳۹      | پیشروی نکرد | پیشروی نکرد | پیشروی نکرد | پیشروی نکرد |

## تنیس روی میز
یک ورزشکار ماداگاسکاری تنیس روی میز توانست حضور خود را در المپیک پاریس ۲۰۲۴ احراز کند. فابیو راکوتوآریمانانا پس از کسب دومین مکان سهمیه موجود در مسابقات انتخابی آفریقا ۲۰۲۴ در کیگالی ، رواندا، به المپیک راه یافت. او نخستین ماداگاسکاری ای است که توانسته در این رشته به المپیک راه یابد.
| ورزشکار               | رویداد        | مقدماتی        | دور ۱                  | دور ۲          | دور ۳          | یک هشتم        | یک چهارم       | نیمه نهایی     | نهایی/ برنز    | نهایی/ برنز |
| ورزشکار               | رویداد        | در برابر نتیجه | در برابر نتیجه         | در برابر نتیجه | در برابر نتیجه | در برابر نتیجه | در برابر نتیجه | در برابر نتیجه | در برابر نتیجه | رتبه        |
| --------------------- | ------------- | -------------- | ---------------------- | -------------- | -------------- | -------------- | -------------- | -------------- | -------------- | ----------- |
| فابیو راکوتوآریمانانا | انفرادی مردان | استراحت        | Assar (EGY) · شکست ۱–۴ | پیشروی نکرد    | پیشروی نکرد    | پیشروی نکرد    | پیشروی نکرد    | پیشروی نکرد    | پیشروی نکرد    | پیشروی نکرد |

## وزنه‌برداری
یک وزنه بردار از ماداگاسکار توانست جواز حضور در مسابقات المپیک را کسب کند. روزینا راندافیاریسون (۴۹ کیلوگرم زنان) یکی از ده جایگاه برتر در بخش وزنی خود را بر اساس رتبه بندی انتخابی المپیک IWF به دست آورد. 
| ورزشکار              | رویداد      | یک ضرب | یک ضرب | دوضرب | دوضرب | کل  | رتبه |
| ورزشکار              | رویداد      | نتیجه  | رده    | نتیجه | رده   | کل  | رتبه |
| -------------------- | ----------- | ------ | ------ | ----- | ----- | --- | ---- |
| روزینا راندافیاریسون | ۴۹ ک.گ زنان | ۸۰     | ۱۰     | ۱۰۰   | ۱۰    | ۱۸۰ | ۱۰   |